# John Olsen
Pour les articles homonymes, voir Olsen et John Olsen (artiste).
John Wayne Olsen (né le 7 juin 1945) est un homme politique libéral australien est le 42e Premier ministre d'Australie-Méridionale entre le 28 novembre 1996 et le 22 octobre 2001.

## Biographie
John Olsen est membre du Parti libéral et député pendant plus de 20 ans. Sa carrière politique est marquée par sa rivalité avec Dean Brown, représentant l'aile modérée du Parti libéral. En 1982, après la défaite électorale et la retraite de David Tonkin, Olsen bat Brown à la direction du Parti. Olsen perd les élections en 1985 et 1989  face au travailliste John Bannon. Il devient sénateur fédéral entre 1990 et 1992, avant de faire son retour à la politique nationale lors d'une élection partielle en 1992 le même jour que Dean Brown à Alexandra. Cette fois, Brown est préféré à Olsen en tant leader du parti et accède au poste de Premier ministre lorsque les libéraux remportent les élections de 1993 (37 des 47 sièges sont alors remportés par les libéraux). Mais en 1996, Olsen conteste à nouveau la direction du parti, et cette fois devient Premier ministre.
Le Parti libéral remporte de justesse l'élection suivante en 1997, obligé de compter sur le soutien de trois députés indépendants conservateurs.
Parmi un certain nombre de points politiques controversées, le gouvernement Olsen a privatisé l'entreprise publique de production électrique, en partie pour améliorer la situation financière du gouvernement (en mauvaise situation après la catastrophe de la Banque d'état) et en partie en réponse à l'introduction de l’Australian National Electricity Market, malgré les promesses de ne pas le faire à l'élection de 1997. Les arguments budgétaires pour la privatisation ont été vigoureusement critiqués par un certain nombre d'économistes. De fortes augmentations du prix de détail de l'électricité, conséquence du fonctionnement du marché national de l'électricité, ont contribué à l'impopularité croissante du gouvernement.
Au cours de son mandat, M. Olsen mène avec succès des projets comme le traitement de l'eau vers les plaines du Nord d'Adélaïde. Il afacilite la Barossa Water Project, un programme de distribution d'eau du fleuve Murray vers la vallée Barossa.
Pendant son mandat, il négocié le réaménagement du quartier de Mawson Lakes et facilite les négociations pour la construction de la ligne de chemin de fer d'Adélaïde à Darwin.
Il poursuit un vigoureux programme de réforme économique à travers la privatisation des services gouvernementaux, qui est le plus grand projet de privatisation de l'époque au monde.
Olsen démissionne comme premier ministre après un rapport défavorable d'une enquête sur ses relations douteuses avec la société Motorola en 2001.
Depuis qu'il a quitté la politique John Olsen a été nommé par John Howard Consul général à Los Angeles puis à New York. 